# Portoli
Portoli è un insediamento di origine romana che insieme, a Pisgnano e Cusarola ha dato origine a Treviglio. Era situato a sudovest dell'attuale centro cittadino, il nome sembra suggerire che in origine fosse un porto vicino all'Adda, che un tempo aveva un corso più ampio.
Attualmente vi è nella zona sudovest della città una via denominata Portoli, che tuttavia è posta al di fuori dell'originale insediamento, dato che la chiesa di San Maurizio unica chiesa rimasta delle originali tre dei centri che formarono il comune è posta a sudovest rispetto alla via.
San Maurizio era il santo dell'insediamento.